# 연잠
연잠(延岑, ? ~ 36년)은 중국 신나라와 후한 초기의 인물로, 남양군 축양현 (지금의 후베이성 구청현) 사람이다. 자는 숙아(叔牙)다. 한중, 관중을 거쳐 나중에는 남양 일대에 웅거한 군웅이었고, 마침내 성가에 투항해 공손술을 섬겼다. 후한 광무제의 천하통일에 끝까지 저항했다.

## 생애

### 떠돌이 군벌
남양군 관군현에서 현한의 대장군·흥덕후 유가의 공격을 받아 항복했다. 현한은 경시 2년(24년)에 유가를 한중왕으로 삼았는데, 경시 3년(25년) 2월에 반란을 일으켜 유가를 한중나라의 서울 남정에서 포위해, 유가를 패주시키고 한중나라를 장악해 스스로 무안왕(武安王)이라 일컬었다. 여세를 몰아 무도군으로 달아난 유가를 추격했으나, 경시제의 주공후(柱功侯) 이보(李寶)에게 격파돼 천수군으로 달아났다. 그 사이 남정은 공손술이 파견한 부장 후단(侯丹)에게 넘어갔다. 유가는 이보를 재상으로 삼고 후단과 싸웠으나 불리해 무도군으로 물러났고, 연잠은 유가와 연이어 싸우다가 산관(散關)을 넘어 진창(陳倉)현에 이르렀으나 유가의 추격을 받아 격파됐다.
그런데 두릉현에 주둔하고 있다가 9월에 장안에 들어온 적미의 장수 방안(逄安)이 10만여 명에 달하는 군대를 이끌고 공격해 오자, 그동안 싸우던 이보와 손을 잡고 수만 군대를 이루어 다시 방안과 싸웠으나 또 져서 만여 명이 죽고 이보는 방안에게 투항했으며, 흩어진 군사를 거두었다. 이보가 몰래 편지를 보내 안에서 호응할 테니 돌아와 싸우자고 하자, 이에 응해 방안 등을 도발했다. 방안 등이 진채를 비우고 공격하러 나간 사이 이보는 진채를 장악했고, 싸우다 지친 적미군이 돌아와서는 진채가 넘어간 것을 보고 놀라서 마구 달아나고 스스로 강에 빠져 10여만 명이 죽었다.
남전현에 웅거하며, 후한 광무제의 장수 등우를 남전에서 무찔렀다. 그러나 그의 통치는 예전 적미만큼 포악했고, 운양현에 주둔하며 연합하고 있던 유가와 이보가 등우의 권고를 받아들여 광무제에게 투항했다. 광무제는 등우가 삼보를 평정하지 못하므로 풍이로 대신하게 했다. 풍이가 올 당시 관중에는 여러 군웅들이 스스로 장군이라고 일컫고 자립하고 있었는데, 연잠은 무안왕을 자칭하며 주목과 태수를 임명하고 관중에 웅거하고자 했다. 건무 3년(26년) 3월, 풍이가 오자 장안현의 군웅 장한(張邯)과 호(鄠)현의 군웅 임량(任良)을 끌어들여 상림원(上林院)에서 함께 풍이를 공격했으나 격파돼 수천 명이 죽었고, 관중의 군웅들과 연잠의 수하들이 풍이에게 투항했다. 달아나 석(析)현을 공격했으나 풍이가 보낸 복한장군(復漢將軍) 등엽(鄧曄)과 보한장군(輔漢將軍) 우광(于匡)에게 대패해 장군 소신(蘇臣) 등 8천여 명이 풍이에게 항복했다. 결국 무관을 나와 남양군으로 도주했다.
남양군에 와서는 몇 성을 함락하고, 양(穰)현 사람 두홍(杜弘)을 종속시켰다. 6월, 양현에서 광무제의 장수 경감의 공격을 받아 대패해 동양(東陽)취로 달아나니, 이 전투에서 3천여 명이 참수됐고 5천여 명이 포로로 잡혔으며 두홍도 항복했다. 동양취에서 진풍(秦豊)의 장수 장성(張成)과 연합했으나, 이해 겨울에 광무제의 건위대장군(建威大將軍) 주우(朱祐)가 채준(祭遵) 등을 거느리고 침공하여 또 졌고 장성은 전사했으며 자신은 진풍에게로 달아났다. 이릉의 군웅 전융과 함께 진풍의 딸과 혼인했다. 건무 4년(28년) 봄에는 순양현을 쳤으나, 등엽·우광을 거느린 등우의 공격을 받아 등현에서 격파당했고 무당까지 달아나서 또 격파돼 한중으로 달아났다.

### 성나라의 제후왕
건무 5년(29년) 6월, 진풍이 멸망하자 전융과 함께 공손술에게 항복했다. 공손술에게서 대사마로 임명되었고 여녕왕(汝寧王)에 봉해졌다. 한편 연잠의 잔당이 이때까지도 음·찬·축양 세 현을 도적질하고 있어서 후한의 주우가 평정했다.
건무 6년(30년), 외효가 공손술에게 칭신하자, 기도위 형한(荊邯)이 광무제와 천하를 겨룰 계책을 아뢰며 연잠에게 한중을 나와 관중 일대를 평정하고 전융에게도 별도로 출진하게 할 것을 말했다. 그러나 촉 사람들은 멀리 원정하기를 싫어해서 반대했다. 연잠은 전융과 함께 공을 세우고 싶어서 공손술의 마음을 돌려놓으려 했지만, 의심만 사고 실패했다.
이해 여름, 광무제의 전장군 이통이 파간장군(破姦將軍) 후진(侯進)과 포로장군(捕虜將軍) 왕패(王霸) 등 10여 영을 거느리고 연잠을 치니, 공손술이 구원군을 보내 한중군 서성현에서 양편이 맞싸웠으나 공손술 측이 졌다.
건무 11년(35년), 광무제의 장군 잠팽이 평곡(平曲)을 깨트려 많은 식량을 획득했다. 공손술의 명으로 여유·왕원·공손회 등과 함께 광한현과 자중현 일대에서 요격했다. 그러나 잠팽은 가짜 병사로 허장성세를 펼치고 양흡(楊翕)과 장궁 등에게 대치하게 한 뒤, 자신의 군대는 일부는 강주현으로 가고 일부는 성도 근처를 흐르는 도강(都江)을 건너게 해 황석(黃石)을 지키는 후단(侯丹)을 대파했다. 그리고 밤낮을 가리지 않고 행군해 무양(武陽)현을 함락하고, 정예 기병을 광도현까지 다다르게 하니 성도까지 수십 리에 불과했다. 당초에 한군이 평곡에 있다는 말을 듣고 공손술이 연잠 등에게 요격하게 한 것인데, 잠팽이 연잠 군의 후방에 나타나니 촉은 진동하고 공손술은 매우 놀라서 말했다. “무슨 신이라도 된 것이냐?” 한편 연잠은 장궁의 기습 공격을 받아 침수(沈水)에서 싸워 대패하고 만여 명이 물에 빠져 죽었다.

### 남아라면 사지에서도 살아야
건무 12년(36년) 9월, 오한이 이끄는 한군이 성도까지 이르렀다. 공손술이 대책을 묻자 대답했다.
“남아라면 마땅히 사지에서도 살 궁리를 해야지, 그냥 앉아서 궁지에 몰리겠습니까? 재물은 모으기 쉬운 것이니 아까워할 것이 없습니다.”
그래서 공손술이 금과 비단을 풀어 5천 결사대를 모았다. 공손술이 가짜 기치를 걸고 북을 울리는 사이, 연잠은 은밀히 오한의 진영을 급습해 무찔렀다. 오한은 물에 빠져서 말꼬리를 잡고 겨우 탈출했다.
11월, 한군의 장궁이 함문(咸門)을 치자, 공손술의 명령으로 장궁과 크게 싸워 세 번을 모두 이겼다. 그러나 군사들이 먹지 못해 피곤한 사이, 한군이 돌격해 오니 공손술의 병사가 크게 혼란에 빠졌다. 중상을 입고 입성한 공손술은 병사를 연잠에게 맡기고 그날 밤에 죽었다. 이튿날, 오한에게 항복했다. 그러나 오한은 공손술과 연잠의 일족들을 모조리 죽였다.